# Concórdia Atlético Clube
O Concórdia Atlético Clube ou Concórdia é um clube de futebol localizado em Concórdia, interior do estado de Santa Catarina. Fundado em 2 de março de 2005, tem sede e manda suas partidas no estádio municipal Domingos Machado de Lima (capacidade 5.000 pessoas). As cores são as mesmas que revestem a bandeira do município de Concórdia: verde, vermelha e branca. É credenciado a Federação Catarinense de Futebol (FCF) e a Confederação Brasileira de Futebol (CBF), ocupando a 176ª posição no Ranking Nacional de Clubes 2015.
Ao longo de sua existência, o Galo do Oeste (mascote do time e apelido carinhoso dado pelos torcedores) teve momentos importantes. A equipe disputa atualmente a Série A do Campeonato Catarinense e o Campeonato Brasileiro de Futebol - Série D.

## História

### 2005-2010: Crescimento e Acesso à Elite
O Concórdia fez a sua primeira partida oficial no dia 15 de maio de 2005 pelo Campeonato Catarinense de Futebol de 2005, na Série B1 (equivalente à terceira divisão), em casa, contra o Cidade Azul. O resultado foi de 2 a 1 para a equipe visitante. A primeira vitória do Galo do Oeste viria apenas na 3ª Rodada, no Estádio Domingos Machado de Lima, contra o Operários Mafrenses, com o placar de 3 a2. Ao fim do campeonato, a equipe do Concórdia só não terminou na ultima colocação pois o Maravilha e o Sport Brasil tiveram punições e perderam pontos.[carece de fontes?]
Para o Campeonato Catarinense de Futebol de 2006, a Federação Catarinense de Futebol resolveu mudar o regulamento da terceira divisão, renomeando-a como Divisão de Acesso, agora os 10 clubes seriam divididos em dois grupos, conforme a região do estado. O Concórdia fez uma boa primeira fase, terminando na 1ª colocação de seu grupo. Nas quartas de finais eliminou o Brusquense, porém foi eliminado na semifinal pelo Camboriuense.[carece de fontes?]
Novas mudanças ocorreram para o Campeonato Catarinense de Futebol de 2007 - Divisão de Acesso, que viria a ser disputado por 14 equipes divididas em dois grupos, e teria dois turnos. No primeiro turno, o Galo do Oeste classificou-se na 2ª colocação de seu grupo, e foi eliminado nas quartas de finais pelo Cidade Azul, que viria a ser o campeão. No segundo turno ficou em 6º lugar de seu grupo e sequer se classificou para as quartas de finais. Mesmo com uma campanha fraca, o Concórdia garantiu vaga no Campeonato Catarinense de Futebol de 2008 - Divisão Especial(equivalente a segunda divisão do estadual), pois o regulamento mudaria novamente no ano seguinte, aumentando de 4 para 12 equipes.[carece de fontes?]
Em 2008, mais perto da elite do estadual, o Galo do Oeste fez boa campanha. Terminou o primeiro turno do Campeonato Catarinense de Futebol de 2008 - Divisão Especial na segunda colocação de seu grupo. Nas semi finais, eliminou o Camboriuense e na final perdeu para o Brusque, sendo vice-campeão do primeiro turno. No segundo turno repetiu a segunda colocação, porém foi eliminado nas semi finais pela Juventus de Jaraguá. Ficou em 3º lugar na classificação geral, porém só o Campeão se classificava à elite do próximo ano.
Depois de bater na trave em 2008, o Concórdia fez boa campanha no Campeonato Catarinense de Futebol de 2009 - Divisão Especial, que novamente havia mudado regulamento, com apenas 10 equipes, distribuídos em uma chave e dois turnos. Terminando ambos os turnos na 4ª colocação, o Concórdia teria se classificado para o quadrangular final pela 4ª colocação geral, porém foi desclassificado por ter escalado jogadores irregulares.
No Campeonato Catarinense de Futebol de 2010 - Divisão Especial, o Galo do Oeste retornou com boa campanha, terminou o primeiro turno em 4º lugar, e o segundo turno na 2ª colocação, brigando pelo título em ambos. A boa campanha garantiu ao Galo do Oeste a segunda colocação geral e a classificação para o quadrangular final, desta vez sem desclassificação.  No quadrangular, o Concórdia teve boa campanha, ao ganhar todos os jogos em casa, garantiu a segunda colocação no critério de mais vitórias, após empate em pontos com o Atlético Tubarão. Na final, fez bom jogo de ida, em casa, contra o Marcílio Dias, vencendo por 4 a 2. Porém perdeu o jogo de volta por 2 a 0, e foi derrotado, pois a equipe de melhor campanha teria a vantagem do empate. Com isso, o Concórdia ficaria com o vice-campeonato, porém como neste ano os dois primeiros se classificavam para o Campeonato Catarinense de Futebol de 2011 - Divisão Principal, o Galo do Oeste estava enfim na elite do futebol catarinense.
Em 2012, o Concórdia Atlético Clube protagonizou um marco importante na história esportiva da Capital do Trabalho. Por indicação da Federação Catarinense de Futebol, o CAC disputou pela primeira vez a série D do Campeonato Brasileiro. Conciliando a competição nacional com a série B do estadual (que era prioridade naquele ano) e com um time misto em campo, o Galo do Oeste não passou da primeira fase. Mesmo assim, viveu momentos importantes ao vencer ou tirar pontos de equipes mais expressivas do país nesta competição.
Após 2011 e 2018 disputar a Série A do Campeonato Catarinense e ser rebaixada, em 2019 o clube disputou a Série B do Campeonato Catarinense e com garra alcançou o objetivo que era de retornar a Série A, também neste ano foi colocado em prática o projeto das Escolinhas do Galo, oferecendo treinos no turno da manhã e tarde, de segunda a sexta-feira.
No ano de 2021 o clube chegou até a final da Copa Santa Catarina de 2020, onde foi derrotado pelo Joinville nas penalidades.
Desde 2020 a equipe segue na Série A do Campeonato Catarinense e em 2022 após chegar até a semifinal da competição e ficar em 3º colocado, garantiu a classificação para a Série D do Campeonato Brasileiro de 2023, na qual disputou e serviu de experiência para a disputa da edição de 2024 na qual conquistou após a disputa do campeonato catarinense em 2023.
Na sua estreia na Copa do Brasil 2025, o Galo do Oeste já fez história, ao surpreender a Ponte Preta em pleno Estádio Domingos Machado de Lima vencendo de virada por 2x1 e se classificando para a segunda fase da competição.

## Títulos
| ESTADUAIS | ESTADUAIS                        | ESTADUAIS | ESTADUAIS  |
|           | Competição                       | Títulos   | Temporadas |
|           | Copa Santa Catarina              | 1         | 2024       |
|           | Campeonato Catarinense - Série B | 1         | 2017       |
| --------- | -------------------------------- | --------- | ---------- |

### Campanhas de destaque
- Vice-campeão do Campeonato Catarinense - Série B: (2010 e 2019)
- Vice-campeão da Copa Santa Catarina: (2020 e 2023)
- 3ª Colocação do Campeonato Catarinense de Futebol de 2022 - Série A

## Estatísticas

### Participações
|  | Participações em 2025 |

| Competição     | Competição             | Temporadas | Melhor campanha            | Estreia | Última | P | R |
| Santa Catarina | Campeonato Catarinense | 8          | 3º colocado (2022)         | 2011    | 2025   |   | 2 |
| Santa Catarina | Série B                | 10         | Campeão (2017)             | 2008    | 2019   | 3 | – |
| Santa Catarina | Série C                | 3          | 7º colocado (2006)         | 2005    | 2007   | 1 |   |
| Santa Catarina | Copa Santa Catarina    | 5          | Campeão (2024)             | 2011    | 2025   |   |   |
| Santa Catarina | Recopa Catarinense     | 1          | Vice-campeão (2025)        | 2025    | 2025   |   |   |
| Brasil         | Série D                | 3          | 37º colocado (2012 e 2023) | 2012    | 2024   | – |   |
| Brasil         | Copa do Brasil         | 1          | 2ª fase (2025)             | 2025    | 2025   |   |   |